# Rimou
Rimou est une commune française située dans le département d'Ille-et-Vilaine en région Bretagne, peuplée de 350 habitants.

## Géographie

### Communes limitrophes
|                     | Bazouges-la-Pérouse | Tremblay |
| Saint-Rémy-du-Plain | Rimou               | Romazy   |
|                     | Sens-de-Bretagne    |          |

### Hydrographie
Pour un article plus général, voir Réseau hydrographique d'Ille-et-Vilaine.
La commune est située dans le bassin Loire-Bretagne. Elle est drainée par le Couesnon, le Laurier et le ruisseau du Verger,,.
Le Couesnon, d'une longueur de 97 km, prend sa source dans la commune de Saint-Pierre-des-Landes et se jette  dans la Manche au niveau du Mont-Saint-Michel, après avoir traversé 25 communes. 

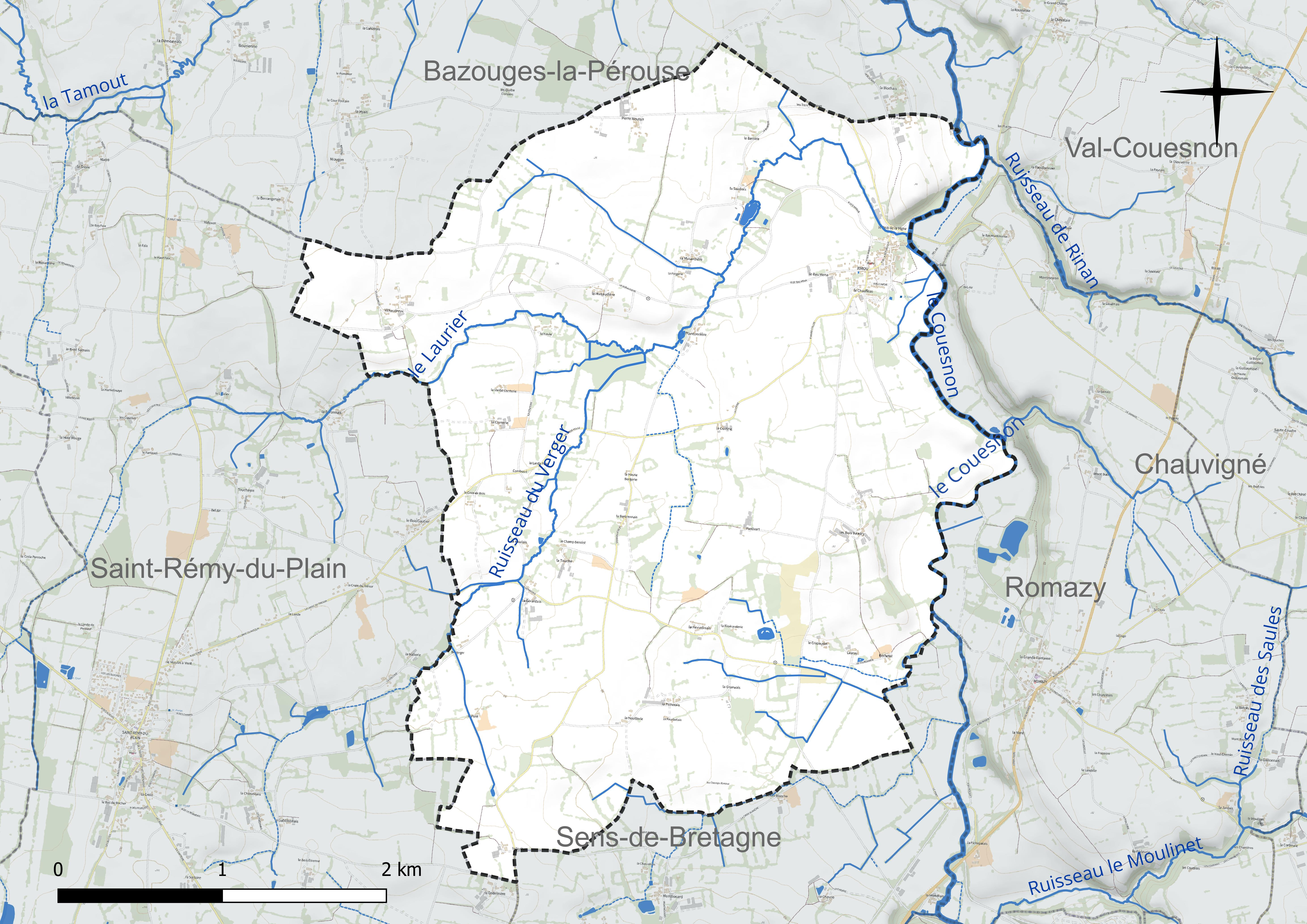
Réseau hydrographique de Rimou.

### Climat
Pour des articles plus généraux, voir Climat de la Bretagne et Climat d'Ille-et-Vilaine.
En 2010, le climat de la commune est de type climat océanique franc, selon une étude du CNRS s'appuyant sur une série de données couvrant la période 1971-2000. En 2020, Météo-France publie une typologie des climats de la France métropolitaine dans laquelle la commune est exposée à un climat océanique et est dans la région climatique  Bretagne orientale et méridionale, Pays nantais, Vendée, caractérisée par une faible pluviométrie en été et une bonne insolation. Parallèlement l'observatoire de l'environnement en Bretagne publie en 2020 un zonage climatique de la région Bretagne, s'appuyant sur des données de Météo-France de 2009. La commune est, selon ce zonage, dans la zone « Intérieur Est », avec des hivers frais, des étés chauds et des pluies modérées.  
Pour la période 1971-2000, la température annuelle moyenne est de 11,4 °C, avec une amplitude thermique annuelle de 12,3 °C. Le cumul annuel moyen de précipitations est de 816 mm, avec 12,8 jours de précipitations en janvier et 7,2 jours en juillet. Pour la période 1991-2020, la température moyenne annuelle observée sur la station météorologique la plus proche, située sur la commune de Feins à 12 km à vol d'oiseau, est de 11,9 °C et le cumul annuel moyen de précipitations est de 816,2 mm,. Pour l'avenir, les paramètres climatiques de la commune estimés pour 2050 selon différents scénarios d'émission de gaz à effet de serre sont consultables sur un site dédié publié par Météo-France en novembre 2022.

## Urbanisme

### Typologie
Au 1er janvier 2024, Rimou est catégorisée commune rurale à habitat très dispersé, selon la nouvelle grille communale de densité à sept niveaux définie par l'Insee en 2022.
Elle est située hors unité urbaine. Par ailleurs la commune fait partie de l'aire d'attraction de Rennes, dont elle est une commune de la couronne,. Cette aire, qui regroupe 183 communes, est catégorisée dans les aires de 700 000 habitants ou plus (hors Paris),.

### Occupation des sols
L'occupation des sols de la commune, telle qu'elle ressort de la base de données européenne d'occupation biophysique des sols Corine Land Cover (CLC), est marquée par l'importance des territoires agricoles (98 % en 2018), une proportion identique à celle de 1990 (98 %). La répartition détaillée en 2018 est la suivante : 
terres arables (45,5 %), zones agricoles hétérogènes (33,3 %), prairies (19,2 %), zones urbanisées (2 %). L'évolution de l'occupation des sols de la commune et de ses infrastructures peut être observée sur les différentes représentations cartographiques du territoire : la carte de Cassini (XVIIIe siècle), la carte d'état-major (1820-1866) et les cartes ou photos aériennes de l'IGN pour la période actuelle (1950 à aujourd'hui).

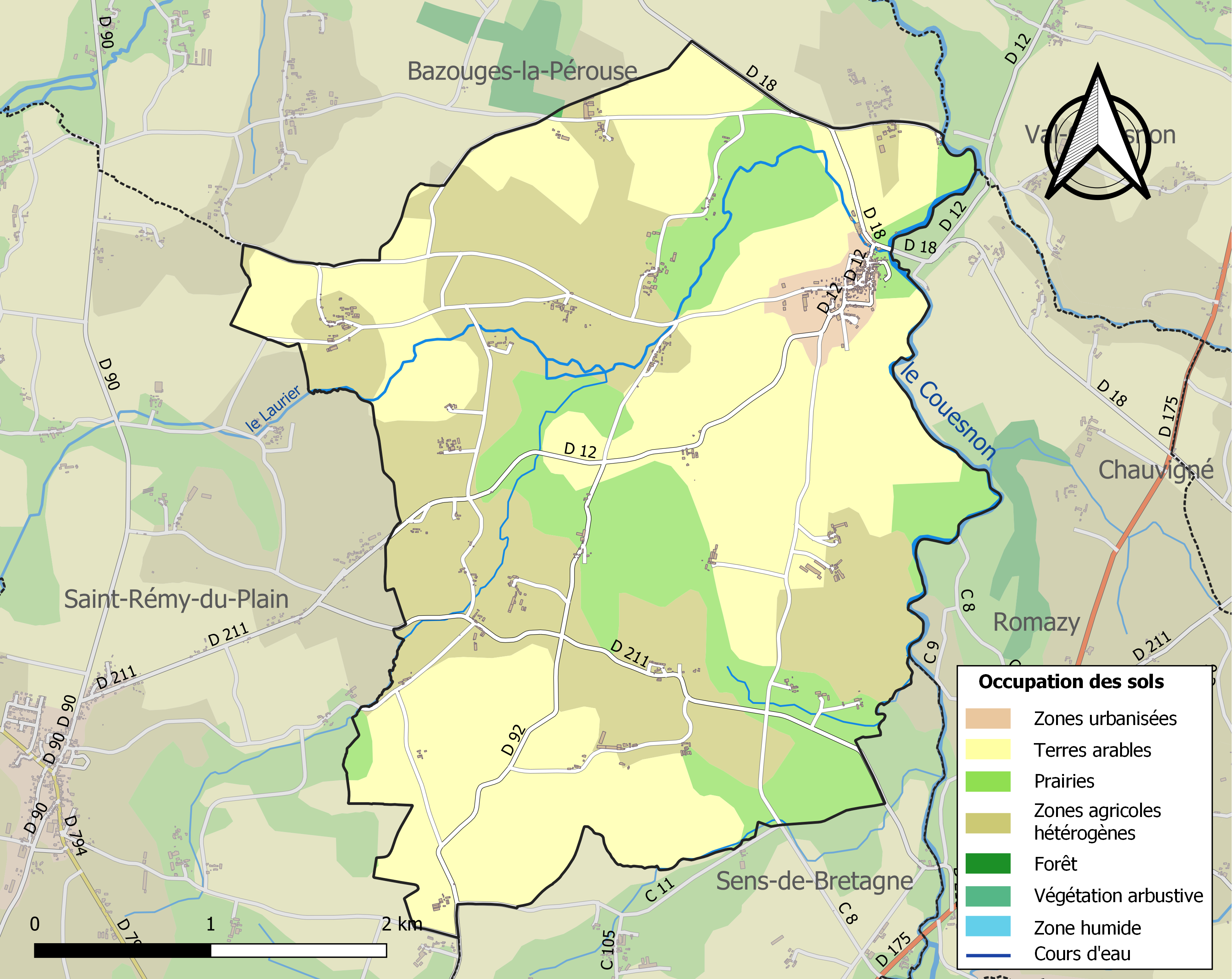
Carte des infrastructures et de l'occupation des sols de la commune en 2018 (CLC).

## Toponymie
Le nom de la localité est attesté sous les formes Rimau aux VIe et VIIe siècles, Rimo au XIe siècle, Rimou en 1427.
Du gaulois, ritu- (gué) et de -magos (« lieu du marché »). Cette appellation, « le Marché du gué », correspond à la situation de Rimou, sur la rive du Couesnon à proximité de voies romaines[réf. nécessaire].
En 1989, l'orthographe officielle du nom de la commune a été modifiée de Rimoux en Rimou.

## Histoire
La paroisse de Rimoux, enclavée dans l'évêché de Rennes faisait partie du doyenné de Dol relevant de l'évêché de Dol et était sous le vocable de Notre Dame. Elle est érigée en commune en 1790.
Le bourg, républicain, est pris par les Chouans de Aimé Picquet du Boisguy le 20 février 1796.

## Politique et administration

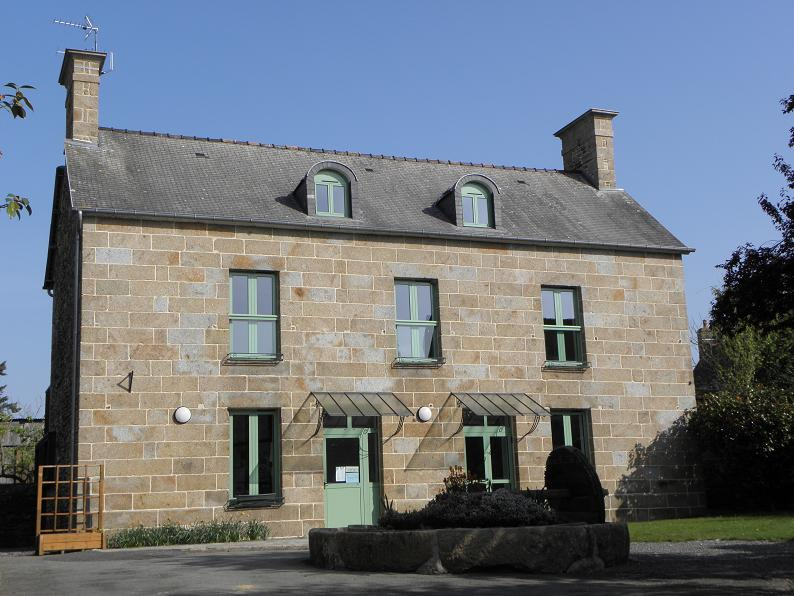
La mairie.

| Période                                  | Période        | Identité                 | Étiquette | Qualité                       |
| ---------------------------------------- | -------------- | ------------------------ | --------- | ----------------------------- |
| 1947                                     | ...            | Joseph Lévêque           | Rad-soc   |                               |
| 1967                                     | mars 2001      | Pierre Legrand           |           |                               |
| mars 2001                                | mars 2008      | Daniel Bourges           | DVD       | Retraité de l'agriculture     |
| mars 2008                                | 3 juillet 2020 | Nicole Pairé             |           | Retraitée de l'administration |
| 3 juillet 2020                           | En cours       | Fernande-Raymonde Lohier |           | Retraitée                     |
| Les données manquantes sont à compléter. |                |                          |           |                               |

## Démographie
L'évolution du nombre d'habitants est connue à travers les recensements de la population effectués dans la commune depuis 1793. Pour les communes de moins de 10 000 habitants, une enquête de recensement portant sur toute la population est réalisée tous les cinq ans, les populations de référence des années intermédiaires étant quant à elles estimées par interpolation ou extrapolation. Pour la commune, le premier recensement exhaustif entrant dans le cadre du nouveau dispositif a été réalisé en 2004.
En 2022, la commune comptait 350 habitants, en évolution de +5,42 % par rapport à 2016 (Ille-et-Vilaine : +5,46 %, France hors Mayotte : +2,11 %).
| 1793 | 1800 | 1806  | 1821 | 1831 | 1836 | 1841 | 1846 | 1851 |
| ---- | ---- | ----- | ---- | ---- | ---- | ---- | ---- | ---- |
| 803  | 789  | 1 010 | 800  | 718  | 704  | 688  | 744  | 790  |

| 1856 | 1861 | 1866 | 1872 | 1876 | 1881 | 1886 | 1891 | 1896 |
| ---- | ---- | ---- | ---- | ---- | ---- | ---- | ---- | ---- |
| 805  | 839  | 851  | 859  | 913  | 921  | 898  | 832  | 802  |

| 1901 | 1906 | 1911 | 1921 | 1926 | 1931 | 1936 | 1946 | 1954 |
| ---- | ---- | ---- | ---- | ---- | ---- | ---- | ---- | ---- |
| 749  | 773  | 753  | 645  | 636  | 616  | 598  | 549  | 516  |

| 1962 | 1968 | 1975 | 1982 | 1990 | 1999 | 2004 | 2006 | 2009 |
| ---- | ---- | ---- | ---- | ---- | ---- | ---- | ---- | ---- |
| 477  | 447  | 415  | 386  | 351  | 305  | 325  | 345  | 354  |

| 2014 | 2019 | 2022 | - | - | - | - | - | - |
| ---- | ---- | ---- | - | - | - | - | - | - |
| 336  | 345  | 350  | - | - | - | - | - | - |

## Lieux et monuments

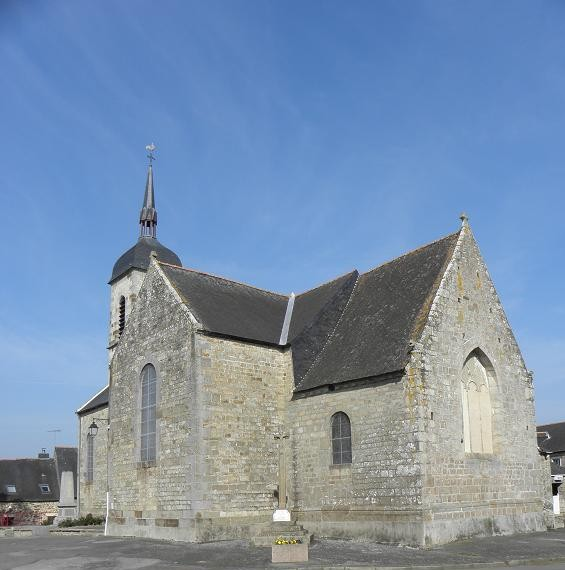
L'église Notre-Dame.

- Église Notre-Dame : chœur du XVe siècle, tour, nef et transept du XIXe siècle. Fresque par Pierre Galle (1883-1960)[27].
- Croix des Rameaux, XVIe siècle.
- Buste de la République.

## Activité et manifestations
Chaque année lors de la fête catholique de l'Assomption (le 15 août) se déroule dans la commune la traditionnelle fête des cônes. À cette occasion, des petits pains en forme de croix (les cônes) sont vendus après une cérémonie de bénédiction dans l'église paroissiale, suivie d'une procession. Les cônes, fabriqués uniquement pour cette fête, sont réputées protéger de la foudre et éloigner le danger. Cette tradition, dont l'existence est déjà attestée au XVe siècle, est entretenue et transmise par une confrérie de six membres se renouvelant par deux tous les ans.
En 1897 Adolphe Orain a présenté cette tradition : « Depuis bien des siècles, il existe dans la commune de Rimou la confrérie des Cornes, dont la fête est célébrée le jour de l'assemblée de l'endroit. Pour être membre de ladite confrérie ou conard (on prononcé cônard), on paie deux sous seulement, moyennant lesquels chaque souscripteur a droit à sa quote-part des cinquante-deux messes qui dont dites chaque année à Rimou à l'intention des dits cônards, et en plus à une corne d'un petit pain à quatre cornes. Quand on est un membre sérieux, on ne laisse pas le bedeau vous détacher une corne du pain ; on pair trente centimes de supplément pour l'avoir tout entier. Ce pain passe pour se conserver indéfiniment sans moisir ni se putréfier, mais non pas sans durcir ».
Bernard Rio a présenté l'histoire et proposé une analyse et une interprétation de cette tradition.

## Personnalités liées à la commune
- Marie Françoise Collin (16 avril 1776, Rimoux - 1833), héroïne populaire de la défense du village contre les Chouans en février 1796[31].